# Sihelné
Sihelné je naseljeno mjesto u okrugu Námestovo u Žilinskom kraju u Slovačkoj.

## Stanovništvo
| Godina:     | 1993. | 2003.    | 2013.   | 2023.   |
| ----------- | ----- | -------- | ------- | ------- |
| Broj ljudi: | 1792  | 2006     | 2113    | 2186    |
| Razlika:    |       | +11,94 % | +5,33 % | +3,45 % |

| Godina:     | 2022. | 2023.   |
| ----------- | ----- | ------- |
| Broj ljudi: | 2181  | 2186    |
| Razlika:    |       | +0,22 % |

Prema podatcima o broju stanovnika iz 2023. godine naselje je imalo 2186 stanovnika.

## Vanjske poveznice
|  | Zajednički poslužitelj ima još gradiva o temi Sihelné |

- Službena stranica naselja (sl.)